# Dolichopsis ligulata
Dolichopsis ligulata là một loài thực vật có hoa trong họ Đậu. Loài này được (Piper) A. Delgado mô tả khoa học đầu tiên năm 2004.